# Musica spaziale
La musica spaziale è quella branca della musica elettroacustica che utilizza nella sua parte compositiva variazioni del suono nello spazio.
Il suono percepito infatti non è mai o quasi mai proveniente dalla stessa direzione, ma si sposta intorno allo spettatore/ascoltatore. Il pubblico non si trova più ad ascoltare un concerto dove il suono lo investe frontalmente ma è immerso in uno spazio sonoro a 360°.
Questo genere di composizioni spesso viene rappresentata in ambienti creati appositamente o propriamente modificati per l'occasione.
La musica spaziale come tecnica specifica all'interno di una composizione è stata introdotta in Germania nel 1928 col nome di Raummusik.
Il termine musica spaziale  è inerentemente connesso con la musica elettroacustica per denotare la proiezione di fonti sonore nello spazio (fisico o virtuale) o anche il movimento della sorgente sonora nello spazio.
Esistono secondo Maconier tre categorie in cui più eventi vengono trattati in maniera spaziale:
1. Eventi essenzialmente indipendenti vengono separati nello spazio, come concerti simultanei, ciascuno con un forte carattere comunicativo
2. Uno o più eventi comunicativi, separati da altri eventi più passivi tramite complessi sistemi di reverbero in background.
3. Le sorgenti sonore sono separate tralle coordinate degli esecutori.

## Esempi
Esempi di spazializzazione comprendono più di 70 lavori di Giovanni Pierluigi da Palestrina (cantici, litanie, messe, antifone mariane, salmi, mottetti)
i cinque cori a 64 voci Missa sopra Ecco sì beato giorno di Alessandro Striggio e il mottetto correlato a otto cori e quaranta voci Spem in alium di Thomas Tallis, così come un numero di altri lavori, principalmente italiani e in particolare fiorentini datati tra il 1557 e il 1601.
Tra le composizioni di musica spaziale del XX secolo si possono considerare di Charles Ives la Fourth Symphony (1912–18),, di Rued Langgaard la Music of the Spheres (1916–18),, di Edgard Varèse la Poème électronique (Expo '58), di Henryk Górecki gli Scontri, op. 17 (1960), che libera un volume di suono con una "orchestra tremenda" per la quale il compositore indica la posizione precisa di ogni suonatore sul palco, inclusi 52 strumenti percussivi,, di Karlheinz Stockhausen i Helicopter String Quartet (1992–93/95), che è considerato "probabilmente il più estremo esperimento che coinvolga la mobilità nello spazio degli esecutori dal vivo", e di Henry Brant la Ice Field, a "'spatial narrative,'" o "spatial organ concerto" premiato nel 2002 Pulitzer Prize for Music, cos come molte delle produzioni posteriori al 1960 di Luigi Nono, i cui lavori tardi, come ...Sofferte onde serene... (1976), Al gran sole carico d'amore (1972–77), Prometeo (1984), e A Pierre: Dell’azzurro silenzio, inquietuum (1985) riflettono esplicitamente l'atmosfera sonora spaziale della sua nativa Venezia, e non possono essere eseguite senza i loro componenti spaziali.